# Pajarillos (Valladolid)
El barrio de Pajarillos es un barrio del este de la ciudad de Valladolid en la comunidad autónoma de Castilla y León (España). Su espacio geográfico tradicional viene limitado al norte por el río Esgueva (y el barrio de la Pilarica), al sur por el Paseo de San Isidro (barrio de San Isidro), al oeste por la vía ferroviaria, y al este por la ronda de circunvalación VA-20.
La construcción del barrio data de los años 1950 y 1960 y se divide tradicionalmente en dos zonas: Pajarillos Altos y Pajarillos Bajos y toma el nombre del viñedo denominado "Pago de los Pajarillos", situado en la zona alta de la actual carretera de Villabáñez, donde surgieron las primeras viviendas (Pajarillos Altos).

## Pajarillos Altos
Situado en lo alto de una loma, se basa en caserío de baja altura de estética rural.
Desde el año 2000, nuevas edificaciones se van sumando a esta zona del barrio. Estas edificaciones son todas alrededor de la calle Santa María de la Cabeza.

## Pajarillos Bajos
Es la parte de Pajarillos donde se agrupa el grueso de la población del barrio. La tipología de los edificios es generalmente de varias plantas y fachada de ladrillo caravista.
Está constituido por calles paralelas y perpendiculares dividido por una vía central (calle de la Cigüeña).
Es un barrio inmigrante, es decir, un barrio que constituye gente de diferentes culturas.

## Edificios y lugares de interés
Si bien el barrio no posee ningún tipo de interés urbano-arquitectónico cabe destacar el edificio que aglutina los servicios de empleo SEPE y SACYL, formado por varias naves separadas por una explanada. 
Las instalaciones deportivas "Don Bosco" suelen ser lugar de interés sobre todo para los más pequeños, pues tiene dos campos de fútbol 11 de hierba y uno de cemento. Está situado cerca de la Residencia Universitaria.
Destacado es el Parque Patricia, ubicado en una ladera de Pajarillos Altos. Cuenta con un parque con juegos infantiles y un humedal eléctrico. También destacan los distintos colegios de la Zona: el IES Diego de Praves, IES Galileo, el Colegio Público Cristóbal Colón, el Colegio Público Miguel Hernández y el Colegio Concertado Lestonac. 
Otro edificio importante del barrio es la iglesia de San Ignacio de Loyola, construida en 1972.

## Ferias y Mercados
Hay un mercadillo, el "Mercadillo de Pajarillos" situado en la Calle de la Salud todos los martes del año. Cuenta con un total de 215 puestos.
Cuidado ese día, está prohibido el estacionamiento en el lado de la vía del tren.

## Transportes
El barrio se conecta con el centro de la ciudad así como con otros barrios por el servicio municipal de autobuses urbanos de Valladolid, AUVASA. Líneas 3, 18, 19, 33, C1, C2, B2, B3, B5, PSC2 M3, M6, M7, F3 y R4.